# 缅甸起义：看不到的真相
缅甸起义：看不到的真相（Burma VJ: Reporting from a Closed Country）是一部2008年出品的纪录片，该片记录了2007年緬甸反軍政府示威的情况。
本片由缅甸民主之声拍摄，经秘密途径将影像运出缅甸，在丹麦制作完成。

## 背景
自1962年缅甸民选政府被推翻后，缅甸一直处于独裁统治之中，1988年缅甸也曾爆发全国性的民主运动，但在军政府的镇压之下以失败告终，自1990年开始，反对派领袖昂山素季被断断续续囚禁长达15年，1992年，缅甸民主之声开始向缅甸境内广播，他们由一群秘密记者组成，向外界传递缅甸的新闻。

## 内容简介
关于示威活动详情详见：2007年緬甸反軍政府示威
由于缅甸对新闻工作者的迫害，本片在极其危险的情况下拍摄，时而摇晃的镜头，中途有一名缅甸拍摄者遭到逮捕（后被释放），日本记者長井健司也被缅甸军警打死，缅甸秘密记者们的一处活动场所也被警察破坏。

## 奖项
本片获得了数十项国际电影奖项